# Adrian Popa
Adrian Dumitru Popa, né le 24 juillet 1988 à Horezu, est un footballeur international roumain. Il joue au poste d'ailier droit pour le club de Steaua Bucarest en prêt de Reading.

## Biographie

### En club
Avec l'équipe du Steaua Bucarest, il participe à la Ligue des champions et à la Ligue Europa.
Le 16 août 2019, il est prêté à Steaua Bucarest.

### En équipe nationale
Il joue son premier match en équipe nationale le 16 octobre 2012 contre les Pays-Bas.

## Palmarès

### Avec le Steaua Bucarest
- Champion de Roumanie en 2013, 2014 et 2015
- Vainqueur de la Supercoupe de Roumanie en 2013
- Vainqueur de la Coupe de la Ligue roumaine en 2015
- Vainqueur de la Coupe de Roumanie en 2015

### Avec le Ludogorets Razgrad
- Champion de Bulgarie en 2019